# Lyrik des Flamenco
Die Lyrik des Flamenco ist sowohl in inhaltlicher als auch in formaler Hinsicht ein reichhaltiger Teil der spanischen Gesangslyrik.

## Geschichte
Aufgrund philologischer Parallelen vermuten einige Autoren in den Einflüssen der andalusischen Gitanos auf die Interpretation der kastilischen Romanze einen wichtigen Beitrag zur Musik und Lyrik des Flamenco.
Nachdem erste Gruppen der zunächst egipcianos oder bohemianos genannten Gitanos 1425 in Zaragoza und 1447 in Barcelona registriert wurden, erreichte im November 1462 in Jaén erstmals eine Gruppe von Gitanos „aus Klein-Ägypten“ das Territorium des heutigen Andalusiens. Angeblich übernahmen die Gitanos alsbald die populären Romances in ihr musikalisches Repertoire und wandelten sie in eine eigene Form um.
Bei der Romanze handelt es sich um erzählende Gedichte mit zahlreichen Strophen. Achtsilbige Verse herrschen vor, jedoch mit zahlreichen Ausnahmen und Unregelmäßigkeiten. In der Interpretation durch die andalusischen Gitanos kommt es zu weiteren sprachlichen Besonderheiten: Kastilische Wörter sind durch Gitano-Wörter ersetzt, auch grammatische Konstruktionen, die in der Hochsprache als Fehler gelten, sind nicht selten, beispielsweise überflüssige Wiederholungen von Bindewörtern und Anakoluthe.
Unabhängig vom überwiegend spekulativen Charakter dieser These kann zumindest als gesichert angesehen werden, dass sich Fragmente historischer Romanzenstoffe in einigen Regionen Andalusiens in den Gesangstexten lokaler Flamencointerpreten erhalten haben. So berichtet Serafín Estébanez Calderón über den Sänger El Planeta, wie er bei einem Fest in Triana in den 1830er Jahren eine instrumental begleitete Version der Romance del Conde Sol sang.

## Formen

### Spannung zwischen Überlieferung und Kreativität
Im Flamenco existiert eine große Anzahl überlieferter Formen. Gleichzeitig werden fortwährend neue Formen erfunden und Abweichungen erprobt. Die großen Meisterinnen und Meister des Flamenco zeichnet aus, dass sie mit den Regeln vertraut sind und die richtige Balance zwischen Überlieferung und Neuschöpfung finden:

«... el quehacer de los grandes creadores consiste en saber tomar como referentes los modelos de los creadores anteriores e intentar vencerlos con gracia, de modo que se note al mismo tiempo la sujeción y la victoria.»

„.... die Pflicht der großen Schöpfer besteht darin, zu wissen, wie man die Modelle der früheren Schöpfer als Referenz nimmt, und zu versuchen, sie mit Anmut zu besiegen, so dass gleichzeitig Unterwerfung und Sieg zu spüren sind.“

Dementsprechend sind die im Folgenden beschriebenen Konventionen nicht als starre Regeln zu verstehen, sondern als Muster mit mannigfachen Abweichungen.

### Sprachliche Merkmale

#### Reime
Wie in Volksliedern auf der ganzen Welt sind auch im Flamenco Strophen mit Endreimen die häufigste Form. Es überwiegen assonante Reime gegenüber dem Vollreim. Alliterationen kommen in den Texten gelegentlich vor, werden aber eher sporadisch verwendet.

#### Andalusischer Dialekt und Gitanismen
Der Flamenco ist tief in der Kultur der andalusischen Roma, der Gitanos, verwurzelt. In den Liedern des Flamenco äußert sich dies in zahlreichen sprachlichen Besonderheiten. Grammatische Formen, Wortformen und auch völlig eigenständige Wörter aus dem andalusischen Dialekt und aus dem Caló sind gang und gäbe. Auch in seinen Inhalten ist der Flamenco vielfältig mit der ethnischen Identität der Gitanos verbunden.

### Typologie der Strophen

#### Verspaare
Am Anfang mancher Gesänge, aber nicht generell, findet man ein ungleiches Verspaar im Paarreim, mit einer fünfsilbigen Zeile zu Beginn und einer neun-, zehn oder elfsilbigen zweiten Zeile, wie in folgenden Beispielen:
Cuando va andando

rosas y lirios va demarrando.
Wenn sie geht

verströmt sie Rosen und Lilien.
Tiene los dientes

como granitos de arroz con leche.
Ihre Zähne sind

wie Reiskörner mit Milch.

#### Dreizeilige Formen
Unter den dreizeiligen Strophen ist die achtsilbige Tercerilla am häufigsten. Sie ist die übliche Form der Soleá corta:
Cuando yo más te quería

fue presiso el orviarte

porque si no me moría
Als ich dich am meisten liebte

musste ich dich vergessen,

sonst wäre ich gestorben.
Mitunter ist die erste Zeile verkürzt. Demófilo und Francisco Rodríguez Marín sammelten eine ganze Reihe dieser Strophen. Sie nannten sie Soleariyas:
Por ti

La horitas de la noche

Me las paso sin dormí
Wegen dir

Durchlebte ich ohne Schlaf

Die Stunden der Nacht.

#### Vierzeilige Formen
Vierzeiler mit acht Silben je Vers bilden die Grundlage der volkstümlichen spanischen Lyrik und finden sich daher auch in der Flamencolyrik,   wie im folgenden Beispiel einer Soleá:
Si te duelen soledades

del bien que alegre te estuvo

ayúdame con suspiros

del alma consejos mudos.
Wenn vom Guten, das dich glücklich fand,

schmerzvolle Einsamkeit dir blieb,

hilf mir mit Seufzern,

den stummen Ratschlägen der Seele.
Eine sechssilbige Form des Vierzeilers stellen die Strophen der Alboreá dar:
En un verde prado

tendí mi pañuelo

salieron tres rosas

como tres luceros.
Auf der grünen Wiese

breitete ich mein Tuch aus

drei Rosen wuchsen daraus

wie drei Sterne.
Als Beispiel eines fünfsilbigen Vierzeiler dient nachfolgende Copla einer Bulerías:
Ay, que te quiero

te v’y a querer,

aunque no tenga

pan que comer.
Ay, ich liebe dich.

Ich liebte dich,

auch wenn ich kein Brot

zu essen hätte.
Auch in der Seguiriya sind vierzeilige Strophen die vorherrschende Form, dort jedoch mit mannigfachen Variationen in der Silbenzahl und im Versfuß, häufig auch innerhalb der Strophen. Beispiele dazu siehe oben im Abschnitt Themen.
Als vierzeilige Strophe mit einer angehängten Schlussformel erscheint die Debla: Vier Zeilen der Strophe sind achtsilbig, die angehängte Coda besteht aus der kryptischen Anrufungsformel „Deblica barea“, die nach Herkunft und Bedeutung umstritten ist. Nach Demofilo entstammt der Ausdruck dem caló der andalusischen Gitanos und bedeutet „Große Göttin“.
Jasta los árboles sienten

Que se caigan las hojas

Mira si sentiré yo

Que jablen de tu persona.

Deblica barea.
Sogar die Bäume spüren

dass sie ihre Blätter fallen lassen.

Schau, (ob) ich spüre

dass sie von dir sprechen.

Deblica barea.

#### Fünfzeilige Formen
Die fünfzeilige Strophe, mit Vollreim oder mit assonantem Reim, ist typisch für Fandangos, Malagueñas, Granaínas und die verschiedenen Stile der Cantes de las minas. Das Reimschema ist in der Regel a-b-a-b-a.
In der gesanglichen Realisation werden die fünfzeiligen Fandango-Coplas durch Wiederholung einer Zeile zur Sechszeiligkeit erweitert:
Que ganamos en la mina

marditos sean los dineros

que ganamos en la mina,

yo gastármelos prefiero,

aunque viva en la rüina;

por si de pronto me muero.
Was wir in der Mine verdient haben

verdammt sei der Lohn

Was wir in der Mine verdient haben

gebe ich lieber aus

selbst wenn ich in einer Ruine wohne

denn vielleicht sterbe ich ganz plötzlich.

#### Weitere Formen
Zehnzeilige Gedichte sind die Form der Guajira flamenca.

## Themen
Mit dem Flamenco untrennbar verbunden sind die tragischen Themen Tod, Schmerz und Trauer. Dem gegenüber stehen Liebesthemen und -geschichten, teils ernst und getragen, teils leidenschaftlich vorgetragen. Insofern der Flamenco sich mit gegenständlichen Themen beschäftigt, so neigt er dazu, sie zu personalisieren und sie mit starken Emotionen zu verbinden. Dies betrifft Objekte der Natur wie Tiere, Pflanzen, den Wind und das Meer, aber auch leblose oder künstliche Objekte wie Steine und Städte.
Die folgenden Beispiele können nur ansatzweise einen Einblick in die Vielfalt von Flamenco-Dichtung geben.

### Krankheit, Tod und Trauer

#### Der Tod
«No temo a la muerte
morí es naturá»

„Ich fürchte den Tod nicht
sterben ist natürlich“

Indem der Flamenco sich mit dem Tod auseinandersetzt, reiht er sich in eine durchgängige literarische Tradition ein. Er wird als Urheber und Sinngeber des Lebens dargestellt; deshalb soll man die Furcht vor ihm überwinden. Diese Auffassung steht Francisco Gutiérrez Carbajo zufolge in der Tradition der antiken Philosophen Epikur und Seneca. In etlichen Versen wird der Tod sogar herbeigesehnt, beispielsweise in der folgenden Strophe, die Demófilo zufolge von Silverio Franconetti vorgetragen wurde:
Todos le piden a Dios

la salud y la libertad

y yo le pido la muerte

y no me la quiere mandar.
Alle bitten Gott

um Gesundheit und Freiheit

und ich bitte ihn um den Tod

den er mir nicht schicken will.
Viele Gesangsstrophen im Flamenco beklagen den Tod einer nahestehenden Person: der Mutter, des Vaters, eines Kindes, eines Freundes. Besonders häufig ist es die Mutter, um die getrauert wird, wie in den folgenden, ebenfalls von Demófilo überlieferten Zeilen:
Doblen las campanas

doblen con dolor.

Se ha muerto la mare de mi alma

de mi corazón.
Die Totenglocken läuten

in schmerzvollem Klang.

Die Mutter meiner Seele, meines Herzens

ist gestorben.
Besonders in der Seguiriya findet die Trauer um den Tod vielfach Ausdruck, beispielsweise in folgender Strophe aus Demófilos Sammlung:
Día de Santiago

al ponerse el sol

cómo mararon a mi bata y bato

miren qué dolor
Am Jakobstag

zum Sonnenuntergang

töteten sie mir Mutter und Vater.

Seht meinen Schmerz!
Eine Vielzahl von Strophen beschäftigt sich mit dem Begräbnis:
Si vendes mi ropa

par pagar mi entierro

mira que no vendas esa chaquetita

de alamares negros
Wenn du meine Kleidung verkaufst.

um für mein Begräbnis zu bezahlen,

sieh zu, dass du nicht die kleine Jacke

mit den schwarzen Soutachen verkaufst.

#### Krankheiten des Körpers und der Seele
Ein häufiger Schauplatz des Geschehens in der Flamenco-Dichtung ist das Krankenhaus, oft als Vorzimmer des Todes:
Dame la mano, hermana

que no puedo más

que de fatiga que mi cuerpo tiene

se va al hospital
Gib mir die Hand, Schwester,

denn mein Körper ist so erschöpft

dass ich nicht anders kann

als ins Krankenhaus zu gehen.

#### Die Trauer
Federico García Lorca sprach der Trauer im Flamencogesang menschliche Persönlichkeit zu:

«Es admirable como a través de las construcciones líricas un sentimiento va tomando forma y cómo llega a concrecionarse en una cosa casi material. Este es el caso de la Pena. En las coplas la Pena se hace carne, toma forma humana y se acusa con una línea definida. Es una mujer morena que quiere cazar pájaros con redes de viento.»

„Es ist erstaunlich, wie durch die lyrischen Konstruktionen ein Gefühl Gestalt annimmt und wie es sich in einer fast materiellen Sache konkretisiert. Dies ist der Fall bei der Trauer. In den Strophen wird die Trauer fleischlich, nimmt menschliche Gestalt an und wird in einer festgelegten Weise angeklagt. Sie ist eine brünette Frau, die mit Windnetzen Vögel jagen will.“

Verständlicherweise wird häufig der Wunsch zum Ausdruck gebracht, der Kummer möge verschwinden, so in folgendem Beispiel aus Demófilos Sammlung:
Compañera, no más penas

mira que no soy de bronce

que una piedra se quebranta

a fuerza de muchos golpes.
Kein Kummer mehr, Gefährtin.

Schau, ich bin nicht aus Bronze,

schau, auch ein Stein zerbricht

durch viele Schläge.

### Liebe
Liebe und Kummer sind im Flamenco, ebenso wie generell in der Lyrik, miteinander verknüpft. Eine Strophe aus Demófilos Sammlung, die von Enrique Morente gesungen wurde, setzt sich damit auseinander, was geschieht, wenn sich das Liebesbegehren erfüllt:
Deseada una cosa

parece un mundo

luego que se consigue

tan sólo es humo
Was man sich wünscht

erscheint eine Welt wert.

Wenn es sich erfüllt

ist es nur Rauch.
Ein häufiger Gegenstand der Verehrung sind die Augen der begehrten Person, beispielsweise in folgender Strophe einer Sevillana, gesungen von Enrique Morente für die Tänzerin Nina Corti:
Niña, tus ojos

Fuego y nieve despiden

Fuego para quien quieres

Nieve a los otros

Y yo te ruego

Que aunque me hagas ceniza

Mi alma, me arrojes fuego.
Mädchen, deine Augen

sprühen Feuer und Schnee.

Feuer für den, den du begehrst,

Schnee für die anderen.

Und ich flehe dich an:

Selbst wenn du mich zu Asche machst,

meine Liebste, schleudere Feuer zu mir.
Sehr direkt schildern die folgenden Zeilen einer Soleá nächtliches Liebesbegehren:
Sueño de noche contigo,

gitana de mis amores;

siento placeres muy grandes

y al despertar mil sudores.
Ich träume von der Nacht mit dir,

geliebte Gitana;

spüre übergroße Wonne

und wache schweißgebadet auf.

### Lebens- und Arbeitswelten

#### Die Natur
Der Flamenco beschäftigt sich mit allen Arten von einschneidenden Ereignissen und Handlungen, die unmittelbar Emotionen erzeugen. Er schildert aber Elemente der Natur, wie den Mond, den Wind, Vögel und sogar Steine und ihre Wirkung auf das menschliche Gemüt. Mannigfach variiert wurde und wird beispielsweise das Thema des kleinen Vogels (Rodríguez Marín, Cantos Populares):
Aquel pajarito, mare

Que canta en la verde oliva

Dígal' usté que se caye

Que su cantar me lastima.
Dieses Vöglein, Mutter,

das im Olivengrün singt.

Sagt ihm, es soll Ruhe geben

weil sein Gesang mir weh tut.
Die Verse der ältesten bekannten Seguiriya stammen von Francisco de Yepes, der im 17. Jahrhundert lebte:
En este mi huerto una flor hallé.

¡Ay bien de mi alma,

ay bien de mi vida,

si la perderé
In diesem meinem Garten fand ich eine Blume,

wehe meiner Seele,

wehe meinem Leben,

wenn ich sie verliere.

#### Orte
Eine große Anzahl von Strophen hat die Städte und Ortschaften Andalusiens zum Thema, Sevilla, Granada, Cádiz, Córdoba, Jerez und andere.
Eine herausragende Rolle spielt dabei der Sevillaner Stadtteil Triana, der als eine der Wiegen und Epizentren des Flamenco gilt. Dies drückt sich beispielsweise in folgenden Versen aus:
En el barrio de Triana

Ya no hay pluma ni tintero

Para escribir yo a mi madre

Que hace tres años que no la veo.
Im Stadtviertel Triana

gibt es weder Feder noch Tintenfass,

damit ich meiner Mutter schreiben kann,

die ich seit drei Jahren nicht gesehen habe.

#### Arbeit
Die teilweise harten Lebensbedingungen, unter denen weite Teile der andalusischen Bevölkerung zu leiden hatten, schlug sich in zahlreichen Liedtexten nieder.
Die oft wenig ertragreiche Feldarbeit beklagt die folgende Bulería:
¿A qué tanto llover

si, a mí, me duelen los brazos

de sembrar y no coger?

Yo sembré un tomillo

y, a mí, no me salió nada;

el que quiera tomillo

que vaya al tomillar.
Wo bleibt der ganze Regen

wenn meine Arme schmerzen

vom Säen, ohne zu ernten?

Ich habe Thymian gesät.

und nichts wuchs für mich;

wer Thymian will,

muss zum Thymianstrauch gehen.
Folgende Zeilen eines Fandango schildern die gefahrvolle Arbeit auf See:
Había pasadito en el mes de enero

tormenta, agua, nieve, viento,

relámpagos y mucho frío;

he visto un barco velero

que se lo estaba tragando el mar

con toditos sus marineros.
Es geschah im Monat Januar,

Sturm, Wasser, Schnee und Wind,

Blitzschlag und bittere Kälte.

Ich sah ein Segelboot,

das vom Meer verschlungen wurde

mit all seinen Matrosen.
Eine eigene Liedgattung hat die Arbeit in den Bergwerken hervorgebracht, die Cantes de las minas. Aus der Fülle der Texte seien zwei Beispiele zitiert:
Minero, ¿pa qué trabajas

Si pa ti no es el producto?

Pa el patrón son las alhajas

Para tu familia el luto

Y para ti la mortaja.

Monte arriba, sierra abajo

Con mi carburico en la mano.

Camino de mi trabajico,

Cuando pienso en lo que gano

Me vuelvo del tajico.
Bergmann, wofür arbeitest du,

wenn der Ertrag nicht für dich ist?

Für den Patron sind die Juwelen,

Für deine Familie das Trauerkleid,

Und für dich das Leichentuch.

Der Berg oben, das Gebirge unten,

die Karbidlampe in der Hand,

mein Weg zur Arbeit.

Wenn ich daran denke, was ich mache,

dreh’ ich mich auf dem Absatz um.